# Arturo Galceran
Arturo Galceran (ur. ?) – były kubański piłkarz, reprezentant kraju. Podczas kariery występował na pozycji pomocnika.

## Kariera klubowa
Podczas kariery piłkarskiej Arturo Galceran występował w klubie Juventud Asturiana.

## Kariera reprezentacyjna
Arturo Galceran występował w reprezentacji Kuby w latach trzydziestych. W 1938 roku uczestniczył w mistrzostwach świata. Na mundialu we Francji był rezerwowym i nie wystąpił w żadnym spotkaniu.